# Galag
Galag är en ort i Indien.   Den ligger i distriktet Raichur och delstaten Karnataka, i den södra delen av landet, 1 400 km söder om huvudstaden New Delhi. Galag ligger 438 meter över havet och antalet invånare är 5 279.
Terrängen runt Galag är platt. Runt Galag är det ganska tätbefolkat, med 149 invånare per kvadratkilometer. Närmaste större samhälle är Kavitāl, 17,8 km söder om Galag. Trakten runt Galag består till största delen av jordbruksmark.